# 道格拉斯縣 (俄勒岡州)
道格拉斯縣是美国俄勒冈州西部的一個郡，西臨太平洋，面積13,297平方公里。根據2020年美國人口普查，本縣共有人口11萬1,201人。本縣縣治為羅斯堡。

## 歷史

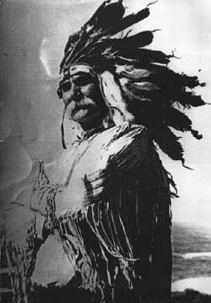
羅格河大戰中印第安人領袖霍克西·西蒙斯

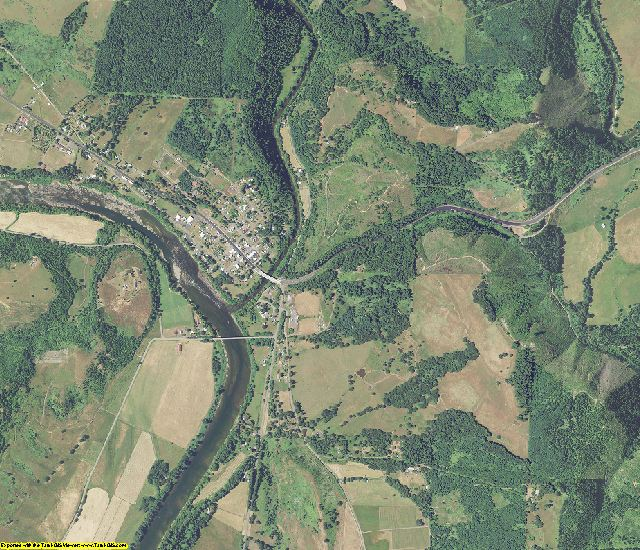
本縣的鳥瞰圖

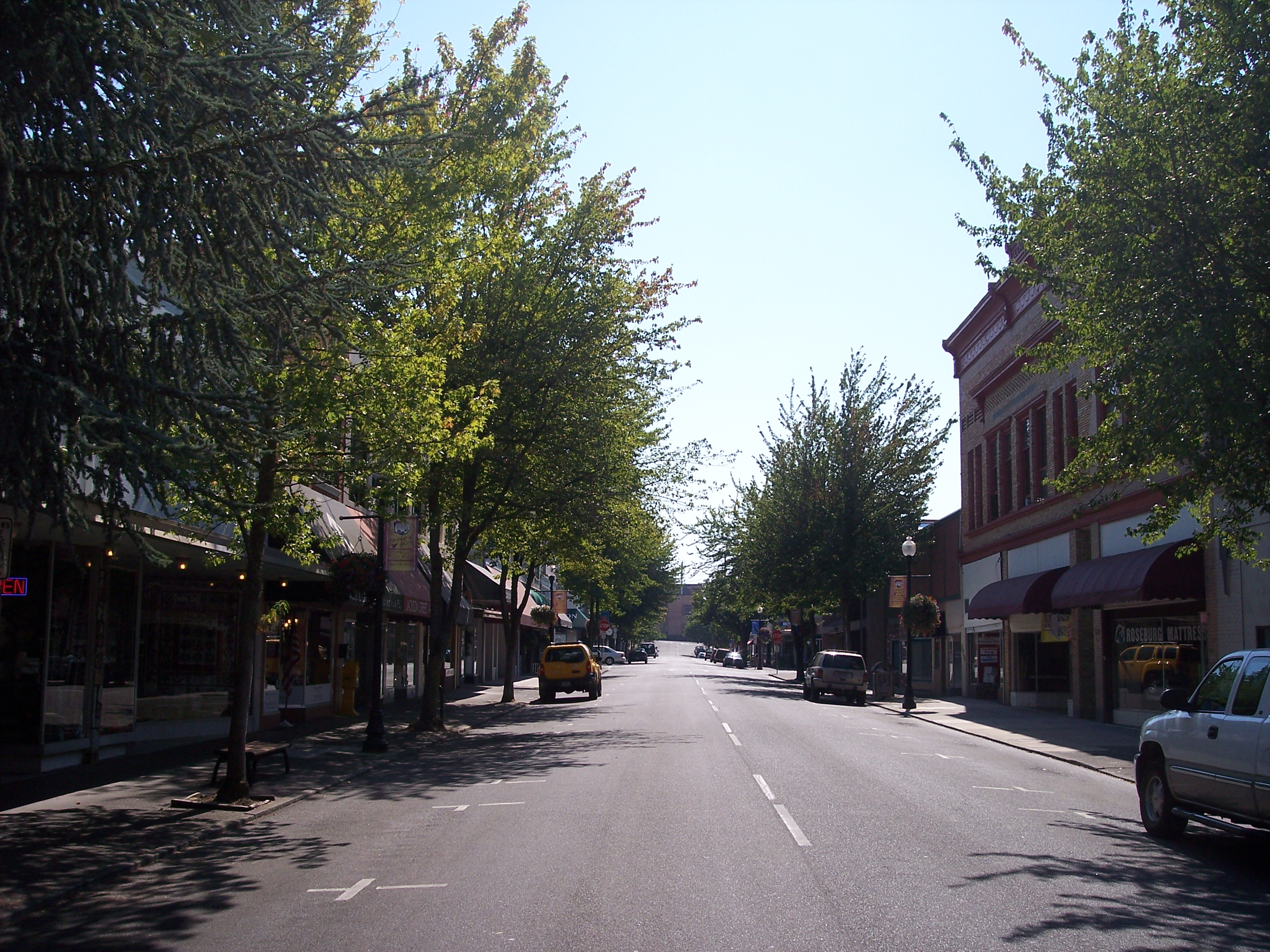
縣治羅斯堡

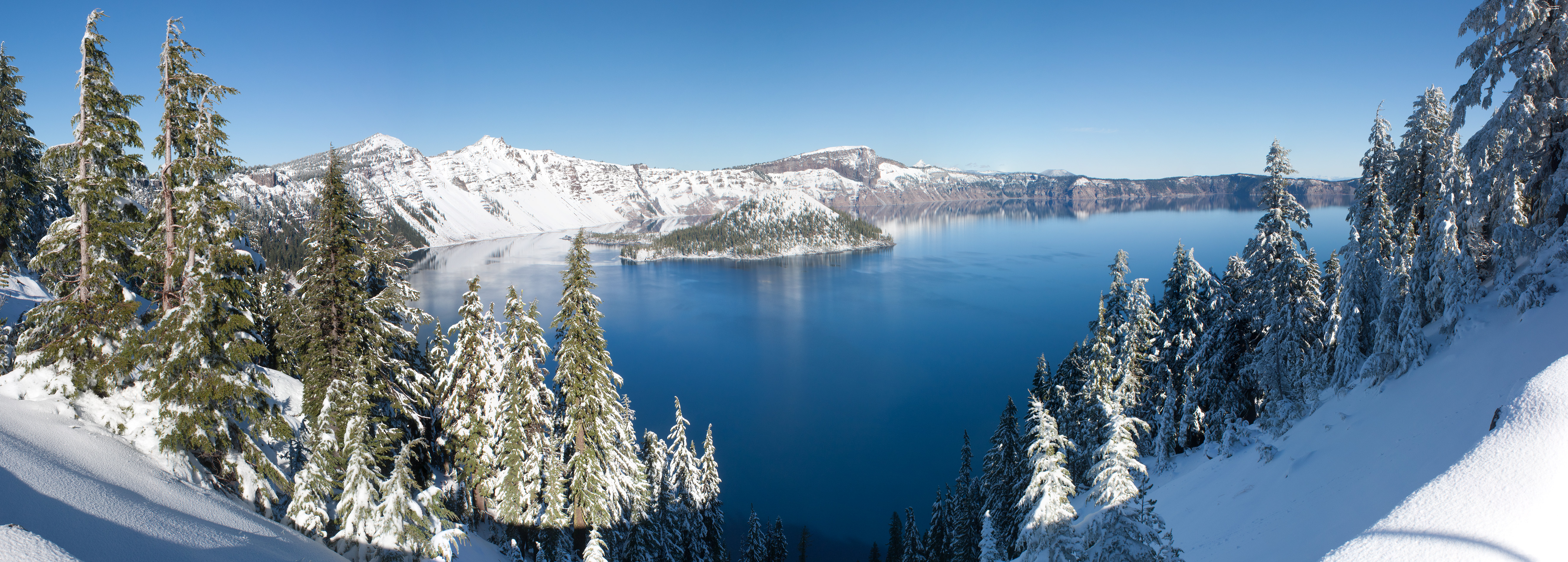
火山口湖國家公園

在白人遷入此區前，這一帶的居民皆為印第安原住民安普瓜人。1856年羅格河戰役爆發，其結果導致大部份安普瓜人被遷進大龍德印第安保留地。可是，有七個安普瓜家庭躲在山坡上，並成功避過政府的追捕。數十年後，人們才發現這批安普瓜人。政府最終決定讓他們繼續活在該區，並把他們的居住地命名為牛溪鈕帶（Cow Creek Band）。這批安普瓜人隨後在該地建設了一間賭場酒店，並將之命名為「七條羽毛」，以象徵躲避政府追捕的七個安普瓜家庭。
本縣成立於1852年11月7日，是自安普瓜郡獨立。其名稱紀念第十六任總統亚伯拉罕·林肯在1860年的競選對手之一，民主黨的史蒂芬·阿諾·道格拉斯。於1856年，庫斯縣割讓卡默斯瓦利予本縣。於1862年，本縣吞併了安普瓜縣。於1915年，本縣與傑克遜縣和萊恩郡進行邊界調整。

## 經濟
整個安普瓜河流域皆位於本縣內。本縣共擁有約180萬英畝（7,300平方公里）的商業林地，並且是其中一個世界上最且林業歷史的地方。約25%至30%勞動人口皆從事林產工業。作為另一個主要工業，本縣的農業主要出產大田作物、水果和家畜。

## 地理
根據2000年人口普查，道格拉斯縣的總面積為5,134平方英里（13,300平方），其中有5,037平方英里（13,050平方），即98.11%為陸地；97平方英里（250平方），即1.89%為水域。本縣既是俄勒岡州面積第五大的縣份，亦是美國面積第58大的縣份。只有本縣和萊恩郡兩個縣份的疆界自太平洋延伸至喀斯喀特山脉。

### 毗鄰縣
因為道格拉斯縣位於俄勒岡州中部，因此所有毗鄰縣皆為俄勒岡州的縣份。
- 萊恩郡：北方
- 克拉馬斯縣：東方
- 傑克遜縣：南方
- 約瑟芬縣：南方
- 柯里郡：西南方
- 庫斯縣：西方

### 國家保護區
- 火山口湖國家公園（部分）
- 罗格河-锡斯基尤国家森林（部分）
- 赛乌斯劳国家森林（部分）
- 乌姆普夸国家森林（部分）
- 威拉米特国家森林（部分）

## 人口
| 调查年              | 人口    | 备注 | %±     |
| ------------------- | ------- | ---- | ------ |
| 1860                | 3,203   |      | —      |
| 1870                | 6,066   |      | 89.4%  |
| 1880                | 9,596   |      | 58.2%  |
| 1890                | 11,864  |      | 23.6%  |
| 1900                | 14,565  |      | 22.8%  |
| 1910                | 19,674  |      | 35.1%  |
| 1920                | 21,332  |      | 8.4%   |
| 1930                | 21,965  |      | 3.0%   |
| 1940                | 25,728  |      | 17.1%  |
| 1950                | 54,549  |      | 112.0% |
| 1960                | 68,458  |      | 25.5%  |
| 1970                | 71,743  |      | 4.8%   |
| 1980                | 93,748  |      | 30.7%  |
| 1990                | 94,649  |      | 1.0%   |
| 2000                | 100,399 |      | 6.1%   |
| 2010                | 107,667 |      | 7.2%   |
| [ 9 ] [ 10 ] [ 11 ] |         |      |        |

根據2000年人口普查，道格拉斯縣擁有100,399居民、39,821住戶和28,233家庭。其人口密度為每平方英里20居民（每平方公里8居民）。本縣擁有43,284間房屋单位，其密度為每平方英里9間（每平方公里3間）。而人口是由93.86%白人、0.18%黑人、1.52%土著、0.63%亞洲人、0.09%太平洋岛民、1.02%其他種族和2.7%混血构成。而西班牙裔或拉丁美洲人佔了人口3.27%。在93.86%白人中，有18.4%為德國人、12.6%為英國人以及10.2%為愛爾蘭人。96.5%人口的母語為英语，2.2%為西班牙语。
在39,821住户中，有29.1%擁有一個或以上的兒童（18歲以下）、57.2%為夫妻、9.6%為單親家庭、29.1%為非家庭、23.9%為獨居、11%住戶有同居長者。平均每戶有2.48人，而平均每個家庭則有2.9人。在100,399居民中，有24%為18歲以下、7.5%為18至24歲、24.2%為25至44歲、26.4%為45至64歲以及17.8%為65歲以上。人口的年齡中位數為41歲，女子對男子的性別比為100：96.8。成年人的性別比則為100：94.2。
本县的住戶收入中位數為$33,223，而家庭收入中位數則為$39,364。男性的收入中位數為$32,512 ，而女性的收入中位數則為$22,349 ，人均收入為$16,581。約9.6%家庭和13.1%人口在貧窮線以下，包括16.6%兒童（18歲以下）及9.2%長者（65歲以上）。